# Mustafa Shehdeh
Mustafa Shehdeh (Amán, Jordania, 5 de febrero de 1978) es un exfutbolista de Jordania que jugaba en la posición de centrocampista.

## Carrera

### Club
| Periodo   | Club                 |
| --------- | -------------------- |
| 1998-2005 | Al-Baqa'a SC         |
| 2005–2006 | Al-Wehdat SC         |
| 2006–2011 | Shabab Al-Ordon Club |
| 2011–2012 | Al-Baqa'a SC         |

### Selección nacional
Jugó para Jordania en 16 ocasiones de 2001 a 2008 y anotó tres goles; participó en la Copa Asiática 2004.

## Logros
- Copa de Jordania (1): 2006-07
- Copa FA Shield de Jordania (1): 2007
- Supercopa de Jordania (2): 2005, 2007
- Copa AFC (1): 2007

## Estadísticas

### Goles con selección nacional
| # | Fecha     | Sede               | Rival     | Resultado | Torneo                                               |
| - | --------- | ------------------ | --------- | --------- | ---------------------------------------------------- |
| 1 | 7-9-2002  | Damasco, Siria     | Irak      | 2-3       | 2002 West Asian Football Federation Championship     |
| 2 | 18-2-2004 | Amán, Jordania     | Laos      | 5-0       | Clasificación para la Copa Mundial de Fútbol de 2006 |
| 3 | 8-10-2004 | Bangkok, Tailandia | Tailandia | 3-2       | Amistoso                                             |